# 半給制度
半給制度（はんきゅうせいど、Half‐Pay）とは、かつてイギリス陸軍やイギリス海軍に存在した制度である。士官が引退した時、また第一線で活動していない時に報酬の半額を受け取るもので、20世紀まで続いた。

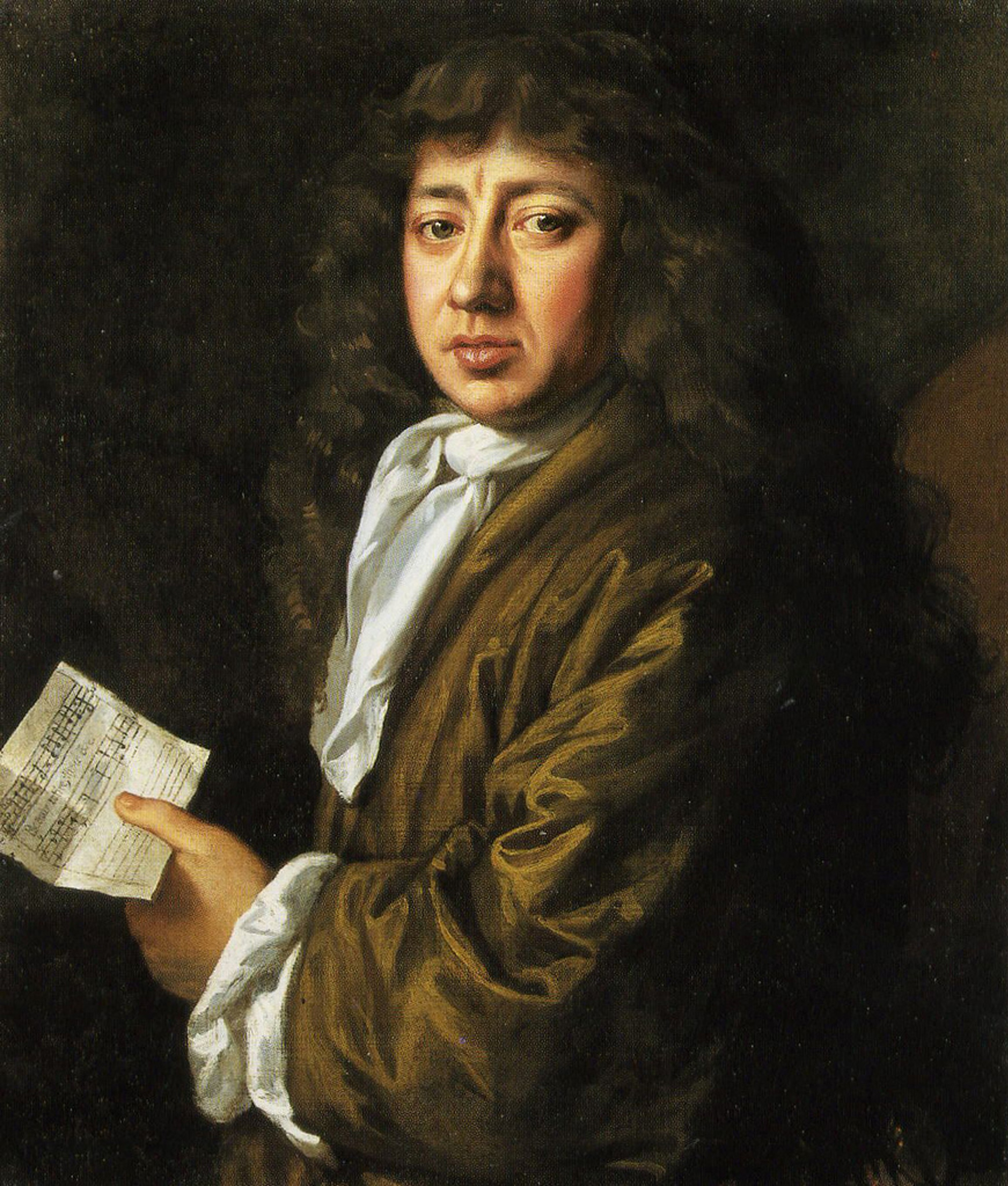
サミュエル・ピープス

半給制度が始まったのは1668年、第二次英蘭戦争に従軍した海軍士官たちの功績をねぎらうため、前職の俸給に応じた恩給を支給したのが始まりである。1674年になると、一等級、二等級の艦長にも適用され、その後、1692年にはほとんどの士官にまで適用されるようになったが、財政面で行き詰まったため、1700年になって対象と艦なる士官を限定した。しかしこの対象者を選ぶに当たり、当時は正規の士官名簿がなく、サミュエル・ピープスが私的に作った名簿を頼りに人事を行ったが、この名簿は階級や先任序列の順になっていなかったため使いにくく、また海軍の規模も拡大したため、後に海軍の士官名簿に大幅な改善が施され、任務就役期間が加えられて、支給基準もそれによるものとなった。

## 陸軍
陸軍では、半給は一時的な恩給であり、実際の任務の報酬の半分よりわずかに多い額だった。陸軍の場合、海軍のような転属がなかったため、海軍の名簿のような控えは全く不要だった。陸軍の半給の2つの本質は一時的な半給と、終身的なものの2通りだった。前者は戦病または戦傷で、または所属していた部隊の縮小で職を失った者で、なおかつ参謀経験のある者に限られていた。終身半給は25年以上勤続のいかなる士官も対象で、1815年のナポレオン戦争終戦の後にも多くの士官が受給することになった。

### 1800年当時のイギリス陸軍歩兵隊士官の一日当たりの半給
| 階級       | 金額              |
| ---------- | ----------------- |
| 大佐       | 12シリング        |
| 中佐       | 8シリング6ペンス  |
| 少佐       | 7シリング6ペンス  |
| 大尉       | 5シリング         |
| 中尉       | 2シリング4ペンス  |
| 少尉       | 1シリング10ペンス |
| 補給係将校 | 2シリング         |
| 副官       | 2シリング         |

### 1800年当時のイギリス陸軍騎兵隊士官の一日当たりの半給
| 階級       | 金額             |
| ---------- | ---------------- |
| 大佐       | 13シリング       |
| 中佐       | 10シリング       |
| 少佐       | 8シリング        |
| 大尉       | 5シリング6ペンス |
| 中尉       | 3シリング        |
| 騎兵旗手   | 2シリング6ペンス |
| 補給係将校 | 2シリング        |
| 副官       | 2シリング        |
| 従軍牧師   | 2シリング4ペンス |
| 軍医       | 2シリング        |

## 海軍
イギリス海軍では、士官たちは戦闘で乗艦を命令された時にだけ任務についた。艦の任務が終わると無職に戻った。士官たちは再び任務に呼び戻されるまでは半給状態に置かれ、それぞれの階級に合わせて給与の60パーセントが支払われていた。半給制度は海軍では一般的な制度であった。引退を決めた士官も、次の任務に備えて待機する士官も半給制度の対象になった。ナポレオン戦争時には海尉が3000人いたが、トップの300人だけが最高額の一日当たり7シリングを受け取ることができた。半給は先任順位に応じてスライド制で計算され、1815年には、半給は年に4回の支給となった。准士官は、軍医や航海長以外は半給の対象にはならなかった。

### ナポレオン戦争時のイギリス海軍士官の一日当たりの半給
| 階級   | 金額                                 |
| ------ | ------------------------------------ |
| 提督   | 3ポンド30シリング                    |
| 艦長   | 14シリング9ペンス－10シリング6ペンス |
| 海尉   | 7シリング－5シリング                 |
| 航海長 | 7シリング－5シリング                 |
| 軍医   | 15シリング－5シリング                |
| 准士官 | 5シリング－3シリング                 |

ホーンブロワー　海の勇者第7話『二つの祖国』（原題″Loyalty"）では、フランス行きの任務の命令が下るまで、主人公ホーンブロワーが半給待機生活を強いられる。また、オーブリー&マチュリンシリーズの『攻略せよ、要衝モーリシャス』（原題"The Mauritius Commands"）でも、艦長のオーブリーが半給生活をしている。
海兵隊は、1815年に、半給が前職の3分の2に引き上げられている。